# Poecilanthrax tegminipennis
Poecilanthrax tegminipennis är en tvåvingeart som först beskrevs av Thomas Say 1824.  Poecilanthrax tegminipennis ingår i släktet Poecilanthrax och familjen svävflugor. Inga underarter finns listade i Catalogue of Life.